# Francesco Macdonald
Pour les articles homonymes, voir MacDonald.
Francesco Macdonald (Pescara, 1777 - Florence, 1837) est ministre de la Guerre du royaume de Naples de Joachim Murat.

## Biographie

### Ses débuts
Élève de l'École Militaire Nunziatella entre 1787 et 1793, Francesco Macdonald en sortit pour participer, âgé de seize ans à peine, au corps d'expédition napolitain envoyé par Ferdinand Ier, pour appuyer le contingent anglais, à la défense de Toulon assiégée (18 septembre - 18 décembre 1793).

### Carrière dans l'armée française
Dans des circonstances qui ne sont pas très claires, il passa au service de l'armée française à la suite de la campagne d'Italie de 1798 et, après la conquête du royaume de Naples en 1806, il se mit sous les ordres du général français Masséna. En 1814 il fut nommé ministre de la guerre du roi de Naples, Joachim Murat.

### La fin du royaume de Naples
Il conserva cette charge pendant tout le cours de la Guerre napolitaine : après la défaite sévère infligée par l'armée autrichienne à la bataille de Tolentino, alors que Joachim Murat avait installé son quartier général à Teano, Macdonald leva à Naples de nouveaux renforts et les replia sur la ligne du Garigliano. Là il repoussa les avant-gardes autrichiennes mais fut forcé de se replier sur la ligne du Volturno, un peu au-dessus de la grande forteresse de Capoue. Au cours de son repli il fut surpris près de Mignano dans la nuit du 16 mai 1815 par un raid du futur lieutenant-feld-maréchal Constantin d'Aspre, qui fit prisonniers une grande partie de ses soldats peut-être 6.000 napolitains.
La campagne se conclut le 19 mai, avec l'embarquement de Joachim Murat pour la Corse : le 2 juin les Autrichiens purent faire, manu militari, rentrer à Naples le roi bourbon Ferdinand IV.

### La fin de l'équipée
Le suivant 13 octobre l'expédition de Joachim Murat se termina avec son exécution à Pizzo Calabro, où il était débarqué le 5 octobre précédent. Macdonald continua de jouir de la confiance de sa veuve, Caroline Bonaparte, sœur de l'empereur déchu, au point de l'épouser, vers 1830, mais, selon Jean Tulard, elle l'aurait épousé morganatiquement dès 1817. Tous les deux vécurent ensemble à Florence, dans le Palais d'Annalena, via Romana, qu'il avait acquis en 1820, et qui devint leur résidence, après qu'ils l'eurent luxueusement restructuré. C'est là qu'il mourut en 1837, deux ans avant son épouse Caroline.